# Skateboard vid olympiska sommarspelen
Skateboard var tänkt att debutera som olympisk gren vid olympiska sommarspelen 2020 i Tokyo. Tävlingarna anordnas av World Skate. På grund av att sommarspelen flyttades till 2021 hade tävlingsgrenen premiär ett år senare.

## Historia
Det var på Internationella olympiska kommitténs 129:e kongress i Rio de Janeiro i Brasilien 2016 som det beslutades att skateboard skulle införas på OS-programmet 2020. Detta hade föregåtts av att organisationskommittén för Tokyo-OS 2020 föreslagit skateboard som ny sport i enlighet med riktlinjerna för den Olympiska agendan 2020. Dessa riktlinjer tillåter bland annat att organisationskommittén för ett OS kan föreslå nya tillfälliga sporter som är populära i landet för att öka det lokala intresset.
Även organisationskommittén för sommarspelen i Paris 2024 föreslog att skateboard skall inkluderas på programmet för 2024, det slutgiltiga beslutet att inkludera skateboard även 2024 togs av IOK den 7 december 2020.

## Medaljtabell
| Nr                  | Nation              | Guld | Silver | Brons | Totalt |
| ------------------- | ------------------- | ---- | ------ | ----- | ------ |
| 1                   | Japan               | 5    | 3      | 1     | 9      |
| 2                   | Australien          | 3    | 0      | 0     | 3      |
| 3                   | Brasilien           | 0    | 3      | 2     | 5      |
| 4                   | USA                 | 0    | 2      | 3     | 5      |
| 5                   | Storbritannien      | 0    | 0      | 2     | 2      |
| Totalt (5 nationer) | Totalt (5 nationer) | 8    | 8      | 8     | 24     |

## Grenar

### Damer
| Gren   | 20 | 24 | År |
| ------ | -- | -- | -- |
| Park   | X  | X  | 2  |
| Street | X  | X  | 2  |
| Grenar | 2  | 2  |    |

### Herrar
| Gren   | 20 | 24 | År |
| ------ | -- | -- | -- |
| Park   | X  | X  | 2  |
| Street | X  | X  | 2  |
| Grenar | 2  | 2  |    |